# Olympische Sommerspiele 2012/Teilnehmer (São Tomé und Príncipe)
| Gelbes Symbol für Goldmedaillen mit stilisierten Olympischen Ringen | Graues Symbol für Silbermedaillen mit stilisierten Olympischen Ringen | Braundes Symbol für Bronzemedaillen mit stilisierten Olympischen Ringen |
| ------------------------------------------------------------------- | --------------------------------------------------------------------- | ----------------------------------------------------------------------- |
| —                                                                   | —                                                                     | —                                                                       |

São Tomé und Príncipe nahm in London an den Olympischen Spielen 2012 teil. Es war die insgesamt fünfte Teilnahme an Olympischen Sommerspielen. Das Comité Olímpico de São Tomé e Príncipe nominierte zwei Athleten in einer Sportart.
Fahnenträgerin bei der Eröffnungsfeier war die Leichtathletin Lecabela Quaresma.

## Teilnehmer nach Sportarten

### Leichtathletik
| Athleten                  | Wettbewerb   | Vorlauf | Vorlauf | Halbfinale | Halbfinale | Finale | Finale | Rang |
| Athleten                  | Wettbewerb   | Zeit    | Rang    | Zeit       | Rang       | Zeit   | Rang   | Rang |
| ------------------------- | ------------ | ------- | ------- | ---------- | ---------- | ------ | ------ | ---- |
| Frauen                    |              |         |         |            |            |        |        |      |
| Lecabela Quaresma         | 100 m Hürden | 14,54 s | 6       | –          | –          | –      | –      | 42   |
| Männer                    |              |         |         |            |            |        |        |      |
| Christopher Lima da Costa | 100 m        | 11,56 s | 7       | –          | –          | –      | –      | 27   |